# خرگوشی (سیریک)
خرگوشی یا کرگوشکی، روستایی در دهستان بیابان بخش مرکزی شهرستان سیریک در استان هرمزگان ایران است.

## جمعیت
بر پایه سرشماری عمومی نفوس و مسکن در سال ۱۳۹۵، جمعیت این روستا معادل با ۹۵۹ نفر (۲۴۶ خانوار) بوده‌است.